# Mariä Namen und St. Sebastian

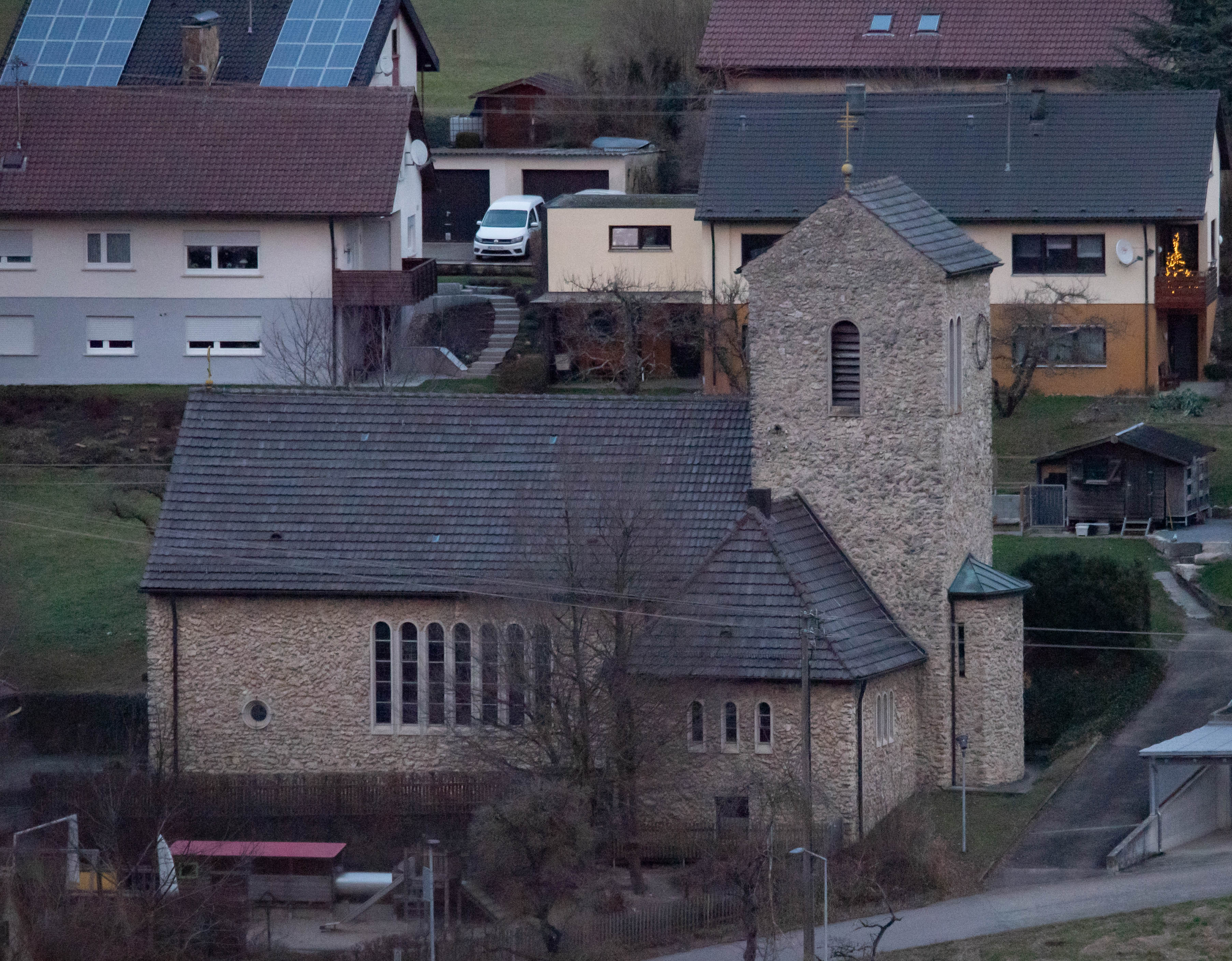
File:Mariä Namen und Sebastian

Mariä Namen und St. Sebastian ist eine katholische Filialkirche im Schwäbisch Gmünder Stadtteil Degenfeld.

## Geschichte
Der Weißensteiner Stadtpfarrer Josef Mühleisen, zu dessen Pfarrei Degenfeld zu dieser Zeit gehörte, sowie der aus Weißenstein gebürtige Architekt Otto Linder waren die federführenden Initiatoren des Degenfelder Kirchenbaus. 1910 kam es zur Gründung des Kapellenbau-Vereins. Unter dessen Federführung wurde unter angedachter hoher Eigenleistung der Bevölkerung ein Baubeginn 1919 beschlossen. Zunächst war eine Chorturmkirche in barockisierenden Formen, in der Gestaltung als Pendant zur evangelischen Pfarrkirche vorgesehen. Nach den Fundament-Arbeiten stockte der Bau. Ein zweiter Anlauf 1924 scheiterte.
Die zweite Grundsteinlegung am 26. August 1934 sollte von Erfolg gekrönt sein, die Weihe konnte bereits am 3. November 1935 vollzogen werden. Als Grundstein wurde ein geretteter Stein der nahen, 1806 abgebrochenen Wallfahrtskirche St. Bernhardus verwendet. Die Kirche wurde im katholischen Gemeindeteil errichtet. Degenfeld war seit einem Teilverkauf durch die Herren von Degenfeld an die Württemberger 1606 in einen evangelischen und in einen katholischen Teil geteilt.
Am 5. November 1978 wurde durch Franz Josef Kuhnle die Weihe des neuen Altares vorgenommen, zum 1. Juni 1979 die Kirche von der Weißensteiner Gemeinde zur Gemeinde St. Michael in Weiler in den Bergen zugeordnet.

## Gestaltung
Die Kirche wurde mit einer Außenhaut versehen, die aus Findlingen zusammengesetzt ist. Diese wurden auf dem nahen Kalten Feld gesammelt. Die um 1910 geplante neubarocke Gestaltung ersetzte der Architekt Otto Lindner in den 1930er Jahren durch eine für diese Zeit moderne Architektur. Die Westfassade ist neben den drei Rundbogenfenstern durch ein großes, das mittlere Fenster zerteilendes Betonkreuz geprägt. Der schlichte Innenraum wurde hauptsächlich durch Alois Schenk aus Schwäbisch Gmünd und Emil Sutor aus Karlsruhe gestaltet. Der Altar, der Tabernakel sowie der Ambo wurde zwischen 1978 und 1982 durch Gerhard Tagwerker geschaffen.

## Geläut
| Nr. | Name                      | Durchmesser | Gussjahr | Ton | Gießerei                  |
| --- | ------------------------- | ----------- | -------- | --- | ------------------------- |
| 1   | Marienglocke              | 900 mm      | 1954     | a   | Heinrich Kurtz, Stuttgart |
| 2   | Sebastiansglocke          | 760 mm      | 1954     | c   | Heinrich Kurtz, Stuttgart |
| 3   | Josefs- oder Sterbeglocke | 670 mm      | 1954     | d   | Heinrich Kurtz, Stuttgart |